# Арабеск (конкурс)
«Арабеск» — российский конкурс артистов балета имени Екатерины Максимовой, открытый для иностранных участников. Проходит в Пермском театре оперы и балета имени П. И. Чайковского с 1990 года раз в два года. С 1994 года проводится под патронатом ЮНЕСКО.
До 2012 года высшая награда конкурса, Гран-при, носила имя Сергея Дягилева. В 2012 году конкурсу было присвоено имя балерины Екатерины Максимовой, Гран-при было также названо в её же честь.